# Teqball

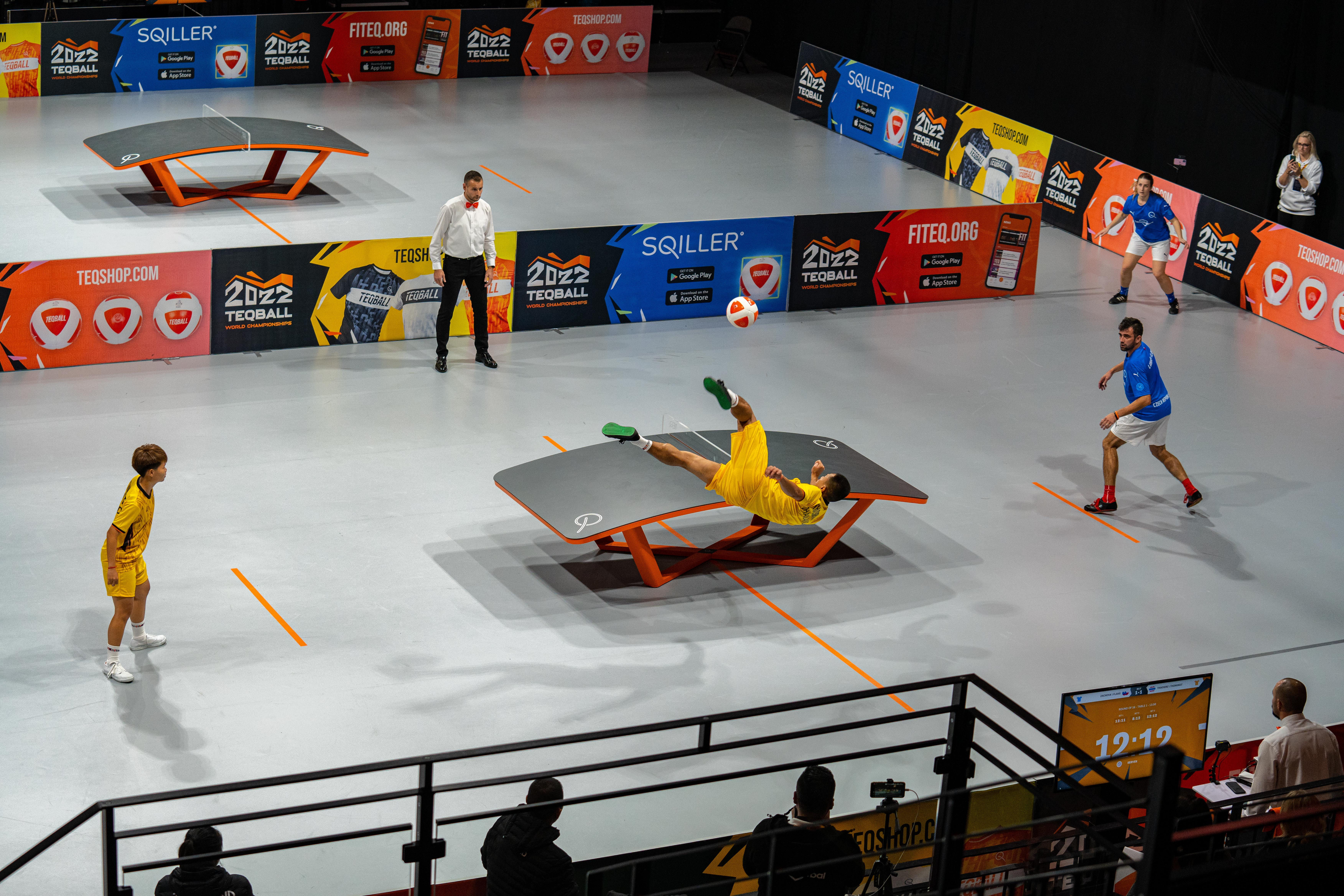
Teqball – čtyřhra

Teqball (česky též stolní nohejbal) je míčová hra kombinující prvky stolního tenisu a nohejbalu, potažmo fotbalu. Hraje se na prohnutém stole, přes který si hráči na střídačku vyměňují míč údery kterýmikoli částmi těla kromě paží a rukou. V Česku vznikla v roce 2019 Česká asociace teqballu (CATEQ), na mezinárodní úrovni je sport zastoupen Fédération Internationale de Teqball (FITEQ).
Teqball roste a těší se velké oblibě i mezi fotbalovými hvězdami, jako např. Lionel Messi, Neymar, Ronaldinho a stovky dalších. Teqballové stoly lze najít již v každém významném fotbalovém klubu po celém světě. I v Česku se ligové kluby zapojují do teqballového dění. Teqball má velký vliv na rozvoj techniky, koordinace, rychlosti rozhodování a soustředění.

## Pravidla
Pravidla jsou uzpůsobena tak, že nutí hráče neustále se rozvíjet, hru dělají variabilnější, taktičtější a hlavně zábavnější:
- Set se hraje do 12 bodů.
- Podání je ze vzdálenosti 2 m od hrany stolu a mění se každé 4 body.
- Hráči mají max. tři doteky na odehrání míče.
- Míče se nesmí dotknout nikdy dvakrát za sebou stejnou částí těla.
- Odehrání míče nesmí být stejným způsobem 2x za sebou.
- Jakýkoliv odraz míče od hrany stolu znamená novou výměnu (edgeball).

## Rozvoj teqballu
Teqball vznikl v Maďarsku. První stůl vznikl v roce 2015 jako pomůcka pro trénink fotbalistů. Během dvou let však tento sport získal na popularitě a tak v roce 2017 byla založena mezinárodní federace FITEQ a teqball začal být považován za sport. Z Maďarska se teqball rozšířil do více než 80 zemí světa na všech kontinentech.
V listopadu 2020 byl teqball uznán jako oficiální sport GAISFem, což z něj udělalo nejrychleji rozvíjející se sport světa a velkého adepta na zařazení do programu Olympijských her.
Teqball byl následně zařazen do hlavního programu Evropských her 2023, kde bude oficiální medailovou disciplínou.

## Teqball v ČR
Na území ČR řídí teqball Česká asociace teqballu, která organizuje turnaje, kempy a promo akce. Pro rok 2021 je jejím cílem organizace prvního mistrovství republiky.
Mezi největší úspěchy českého teqballu patří umístění na Mistrovství světa 2019, kdy ČR získala:
- singl - 17. místo
- double - 6. místo
- mix - 7. místo

I díky tomu má český teqball ve světě velké jméno a patří k těm nejslibnějším, kteří se mohou přiblížit k boji o medailová umístění.
Mezi nejlepší státy patří Maďarsko, Francie, Polsko, Brazílie, Rumunsko a Černá Hora.
K listopadu 2020 je v ČR evidováno 15 teqballových klubů.